# El conejito atómico
El Conejito Atómico fue una serie de historietas creada por Antonio Ayné para la revista "Yumbo" de  Ediciones Cliper entre 1953 y 1959. Es la más popular de su autor, si no la mejor.

## Trayectoria editorial
El Conejito Atómico apareció en el número 1 de la revista "Yumbo", superando pronto en popularidad a su serie de cabecera, Yumbo y su pandilla de Jesús Blasco. Tal fue su éxito que Cliper lanzó una colección de cuadernos recopilatorios de sus aventuras, con un formato de 18 x 26 cm.
Su última aventura vio la luz en el almanaque para 1960 de la revista.

## Argumento y personajes
En un mundo de animales antropomorfos, Pip es un conejo apocado, despreciado por su amada Linda, al que un mago otorga superpoderes que se manifiestan cuando pronuncia la palabra «Harman». El personaje remite así a Superman y El Capitán Marvel.
Tras realizar multitud de hazañas, el propio dibujante le priva de sus superpoderes en castigo por su egoísmo.

## Valoración
Para el crítico Salvador Vázquez de Parga, "El Conejito Atómico" es una simplificación del cómic de superhéroes estadounidense, cuya moral presenta como modelo al lector infantil.